# Felo Feoto
Felo Feoto (Nukufetau, 20 febbraio 1982) è un calciatore, giocatore di calcio a 5 e giocatore di badminton tuvaluano.

## Carriera

### Giocatore
Con la maglia del Tamanuku è stato capocannoniere con 5 reti nella Tuvalu A-Division 2012.
Dal 2008 fa parte della nazionale maschile di calcio a 5 di Tuvalu, con cui lo stesso anno ha partecipato all'OFC Futsal Championship 2008 .
Nel 2011 ha partecipato con la Nazionale di Badminton di Tuvalu ai giochi del Pacifico.

## Palmarès

### Club
- Independence Cup: 1

2005

### Individuale
- Capocannoniere della Tuvalu A-Division: 1

2012